# Kazajistán en los Juegos Olímpicos de Turín 2006
Kazajistán estuvo representado en los Juegos Olímpicos de Turín 2006 por un total de 55 deportistas que compitieron en 7 deportes.  
El portador de la bandera en la ceremonia de apertura fue el jugador de hockey sobre hielo Alexandr Koreshkov. El equipo olímpico kazajo no obtuvo ninguna medalla en estos Juegos.